# Suisse (biscuit)
Pour les articles homonymes, voir Suisse (homonymie).
Le suisse (appelé « pantin » dans la région de Romans-sur-Isère) est un biscuit sablé à la fleur d’oranger en forme de soldat, spécialité de la ville de Valence (Drôme) depuis plus de 200 ans.

## Présentation
Figure emblématique du paysage valentinois, le suisse a l'aspect d'un biscuit un peu compact en forme de bonhomme. Il est en pâte sablée et contient de petits morceaux d'écorce d'orange confite. Il est parfumé à la fleur d'oranger. Ce personnage typique de Valence est le fruit d’un mariage entre la gastronomie et l’histoire : fait prisonnier par le général Bonaparte, le pape Pie VI acheva son exil à Valence où il mourut le 29 août 1799. C'est en son honneur, et pour rappeler le costume de ses gardes suisses (dessiné, selon une croyance tenace mais erronée, par Michel-Ange), qu'un pâtissier de la ville aurait eu l'idée de confectionner cette spécialité.
Le suisse se déguste traditionnellement pendant les fêtes de Pâques et notamment pendant le dimanche des Rameaux, jour de sa fête.

## Origine
Le nom, la forme et la décoration de ce biscuit, avec son chapeau sur la tête, une fine moustache, des yeux en grains de café et des boutons en raisins de Corinthe, auraient été inspirés, selon la légende, par l'uniforme des gardes suisses du pape Pie VI.

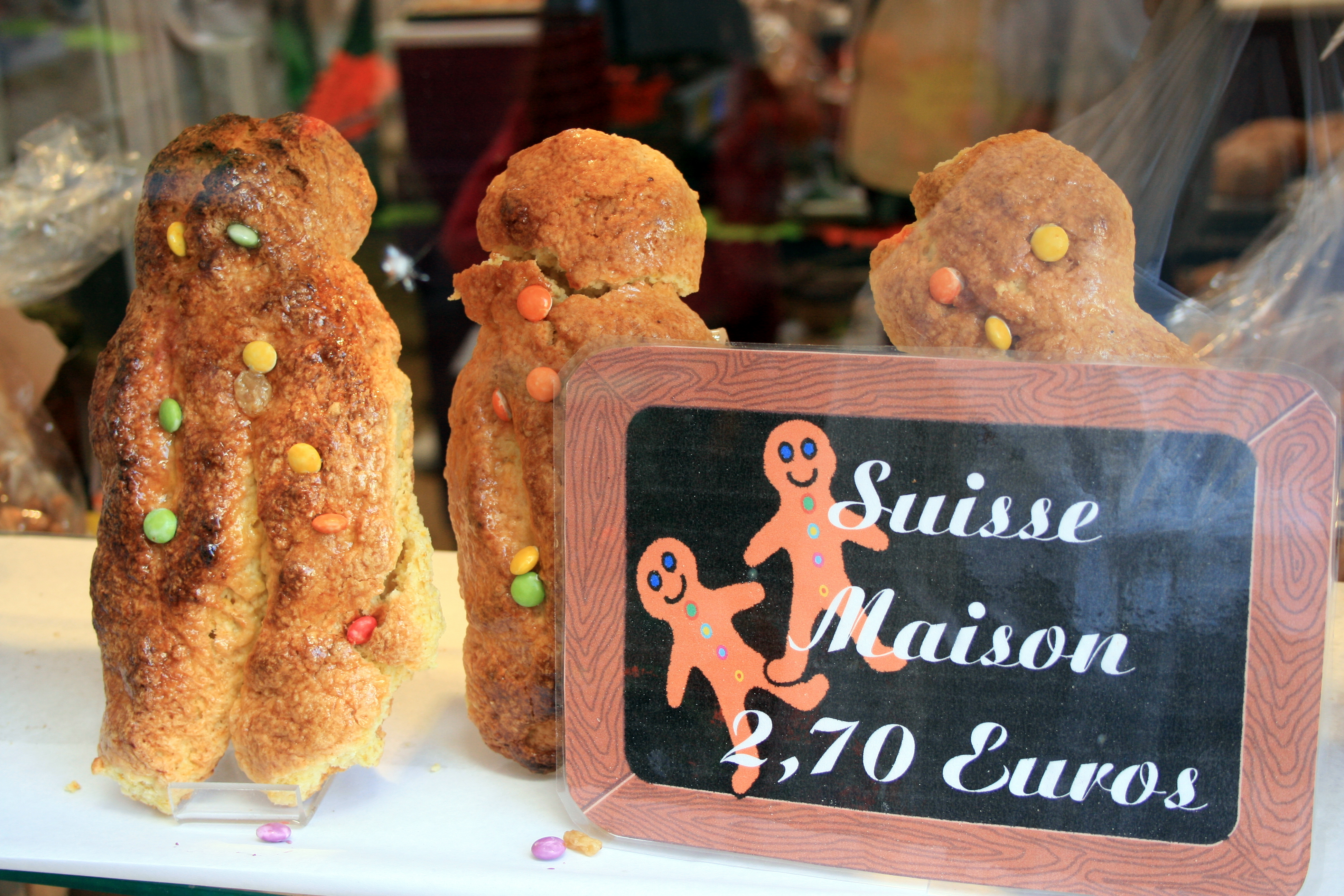
Suisses maison.

Après l'annexion par la France des territoires pontificaux d'Avignon et du comtat Venaissin en 1791, les relations avec la France se détériorent davantage encore à la suite de l'occupation des États de l'Église par Bonaparte, que consacre en partie le traité de Tolentino en 1797. La révolution est fomentée à Rome en 1797 par le général Duphot. Le général Berthier occupe la ville l'année suivante et y proclame la république. Fait prisonnier, Pie VI, en dépit de son grand âge et de sa maladie, est emmené à Bologne (Italie) en 1799, puis à Briançon, à Grenoble et finalement à Valence, où il meurt en août.
Il fut enterré sur les boulevards jusqu'à la signature du concordat entre l'église et l'État. À ce moment-là, son corps fut rapatrié sous bonne escorte au Vatican. L'évêque de Valence Gabriel-Melchior de Messey, soutenu par la population, adressa une demande au Vatican pour récupérer les entrailles et le cœur de Pie VI à titre de reliques qui sont, depuis lors, scellées dans un buste au sein de la cathédrale Saint-Apollinaire de Valence.